# Napoleon Chagnon
Napoleon Alphonseau Chagnon (27 de agosto de 1938 — 21 de setembro de 2019) era um antropólogo americano, professor de antropologia na Universidade de Missouri, Columbia, foi membro da Academia Nacional de Ciências dos Estados Unidos. Chagnon era conhecido por seu trabalho de campo etnográfico de longo prazo sobre os índios Ianomâmis, uma sociedade indígena na Amazônia, a quem ele chamou de "Yanomamö". Usou uma abordagem evolucionária para entender o comportamento social em termos de relações genéticas. Seu trabalho se concentrou na análise da violência entre os "povos tribais" (como era chamado por este autor) e, usando análises sociobiológicas, avançou o argumento de que a violência entre os Ianomâmis é alimentada por um processo evolucionário no qual os guerreiros bem-sucedidos têm mais filhos. Sua etnografia de 1967, Yanomamö: The Fierce People, tornou-se um best-seller e é frequentemente designado em cursos introdutórios de antropologia.
Seus admiradores descreveram-no como um pioneiro da antropologia científica. Chagnon foi considerado o "antropólogo mais controverso" dos Estados Unidos em um perfil da New York Times Magazine que precedeu a publicação de seu último livro, "Noble Savages: My Life Among Two Dangerous Tribes—the Yanomamö and the Anthropologists", um livro de memórias científicas.

## Vida e educação
Chagnon nasceu em Port Austin, Michigan e foi o segundo de doze filhos, depois de se matricular no Michigan College of Mining and Technology em 1957, transferiu-se para a Universidade de Michigan após seu primeiro ano e lá recebeu um diploma de bacharel em 1961, um mestrado em 1963, e um título de Ph.D em 1966 sob Leslie White. Baseada em dezessete meses de trabalho de campo iniciado em 1964, a tese de Chagnon examinou a relação entre parentesco e organização social das aldeias Ianomâmis. Faleceu em um hospital em Traverse City, Michigan, sua morte foi confirmada por sua neta, Caitlin Machak.

## Carreira
Chagnon tornou-se conhecido pelo seu trabalho no campo etnográfico entre os Ianomâmis, povos indígenas amazônicos que vivem na zona fronteiriça entre Venezuela e Brasil. Trabalhou principalmente nas cabeceiras superiores dos rios Siapa e Mavaca, na Venezuela, realizou trabalho de campo em meados dos anos 60 até a segunda metade dos anos 90. Segundo o próprio Chagnon, quando chegou, percebeu que as teorias que lhe haviam sido ensinadas durante sua formação eram deficientes porque, ao contrário do que eles previam, os ataques e lutas, muitas vezes por causa das mulheres, eram endêmicos. Devido às suas constantes perguntas, Chagnon foi apelidado pelos Ianomâmis de "abelha chata". Um dos principais focos da sua investigação foi a recolha de genealogias dos aldeões que visitou e, a partir deles, analisou padrões de relações, padrões de casamentos, cooperações e histórias de padrões de assentamentos. O grau de parentesco foi visto por Chagnon como um fato importante para a formação de alianças nas interações sociais, incluindo conflitos.
Os métodos de análise de Chagnon são amplamente considerados como tendo sido influenciados pela sociobiologia. Chagnon descreveu em sua tese que a sociedade Ianomâmi produziu ferocidade, porque esse comportamento promoveu o sucesso reprodutivo masculino. As genealogias mostraram que os homens que matavam tinham mais esposas e filhos do que os homens que não matavam. Em nível de aldeia, as populações guerreiras se expandiam às custas de seus vizinhos. A afirmação de Chagnon de uma ligação entre o sucesso reprodutivo e a violência lança dúvidas sobre a perspectiva sociocultural que as culturas são construídas sobre a experiência humana. Uma controvérsia duradoura sobre o trabalho de Chagnon tem sido descrita como um microcosmo do conflito entre antropologia biológica e a sociocultural.
A etnografia de Chagnon, Ianomâmi: The Fierce People, foi publicada em 1968 e teve várias edições, vendendo quase um milhão de cópias. É comumente usado como um texto em aulas introdutórias de antropologia em nível universitário, tornando-o um dos textos antropológicos mais vendidos de todos os tempos. Chagnon também foi pioneiro no campo da antropologia visual. Colaborou com o cineasta etnográfico Tim Asch e produziu uma série de mais de vinte filmes etnográficos documentando a vida dos Ianomâmis. O filme etnográfico The Ax Fight ("A luta do machado"), que mostra uma luta entre dois grupos Ianomâmis e os analisa em relação às redes de parentesco, é considerado um clássico na produção de filmes etnográficos.
Em 2012, foi eleito para a Academia Nacional de Ciências dos Estados Unidos. Marshall Sahlins, que foi um dos principais críticos da obra de Chagnon, renunciou à Academia e citou a indução de Chagnon como uma de suas razões.

## Controvérsias

### Darkness in El Dorado
Em 2000, Patrick Tierney, em seu livro "Darkness in El Dorado", acusou Chagnon e seu colega James V. Neel, entre outras coisas, de exacerbar uma epidemia de sarampo entre os povos Ianomâmis. Grupos de historiadores, epidemiologistas, antropólogos e cineastas, que tinham conhecimento direto dos eventos, investigaram as alegações de Tierney. Estes grupos acabaram por rejeitar as piores alegações relativas à epidemia de sarampo. Em seu relatório, que foi posteriormente rescindido, uma força-tarefa da Associação Antropológica Americana (AAA) criticou certos aspectos do trabalho de Chagnon, como sua representação dos Ianomâmis e suas relações com funcionários do governo venezuelano.
A AAA convocou um grupo de trabalho em fevereiro de 2001 para investigar algumas das alegações apresentadas no livro de Tierney. Seu relatório, publicado pela AAA em maio de 2002, sustentava que Chagnon havia representado os Ianomâmis de forma prejudicial e que, em alguns casos, não havia conseguido obter o devido consentimento do governo e dos grupos por ele estudados. No entanto, o grupo de trabalho declarou que não havia apoio para a alegação de que Chagnon e Neel tinham iniciado uma epidemia de sarampo. Em junho de 2005, no entanto, a AAA votou dois contra um para anular a aceitação do relatório de 2002, observando que "embora a ação do Conselho Executivo não seja suscetível de acabar com o debate sobre padrões éticos para antropólogos, ela busca reparar danos à integridade da disciplina no caso de El Dorado".
A maioria das alegações feitas em "Darkness in El Dorado" foi publicamente rejeitada pela Reitoria da Universidade de Michigan em novembro de 2000. As entrevistas em que o livro se baseou foram todas feitas por membros da sociedade Salesianos de Dom Bosco, uma sociedade oficial da Igreja Católica, que Chagnon tinha criticado e irritado.
Alice Dreger, historiadora de medicina e ciência, concluiu, após um ano de pesquisa, que as afirmações de Tierney eram falsas e que a Associação Antropológica Americana era cúmplice e irresponsável em ajudar a difundir essas falsidades e não proteger "acadêmicos de acusações infundadas e sensacionalistas".

### Críticas antropológicas à sua obra
O trabalho de Chagnon com os Ianomâmis foi amplamente criticado por outros antropólogos, que criticaram ambos os aspectos de seus métodos de pesquisa, bem como a abordagem teórica e as interpretações e conclusões que ele tirou de seus dados. O mais controverso foi sua afirmação de que a sociedade Ianomami é particularmente violenta, e sua afirmação de que essa característica de sua cultura está fundamentada em diferenças biológicas que são o resultado da seleção natural.
O antropólogo Brian Ferguson argumentou que a cultura Ianomâmi não é particularmente violenta e que a violência existente é em grande parte, resultado de reconfigurações sociopolíticas de sua sociedade sob a influência da colonização. Bruce Albert rejeitou a base estatística para suas afirmações de que homens Ianomâmis mais violentos têm mais filhos. Outros questionaram a ética inerente à pintura de um grupo étnico como selvagens violentos, observando que a descrição de Chagnon dos Ianomâmis, como tal, rompe com a ética antropológica tradicional de tentar descrever sociedades tradicionais simpaticamente, e argumentaram que suas representações resultaram em maior hostilidade e racismo contra os Ianomâmis por parte dos colonos e residentes da área. No entanto, observa-se que Albert "não pôde demonstrar uma ligação direta entre os escritos de Chagnon e a política indigenista do governo", que a ideia de que os cientistas devem suprimir informações pouco lisonjeiras sobre os assuntos é preocupante e apoia na ideia de que a não-violência é um pré-requisito para proteger os Ianomâmis.
O antropólogo Marshall Sahlins, um dos professores graduados de Chagnon, criticou os métodos de Chagnon, apontando que ele reconheceu o envolvimento em comportamentos que eram desagradáveis para seus informantes por não participarem das obrigações de compartilhar alimentos. Sahlins disse que o comércio de armas de aço de Chagnon para amostras de sangue e informações genealógicas equivalia à "instigação dos participantes", o que encorajou a competição econômica e a violência. Finalmente, Sahlins argumentou que as publicações de Chagnon, que afirmam que homens Ianomâmis violentos são conferidos com vantagens reprodutivas, fizeram falsas suposições ao designar de assassinos e omitiram outras variáveis que explicam o sucesso reprodutivo. Em 2013, Sahlins renunciou à Academia Nacional de Ciências, em parte em protesto contra a eleição de Chagnon para o corpo. Outros pesquisadores dos grupos Ianomâmis, como Brian Ferguson, argumentaram que o próprio Chagnon contribuiu para a escalada da violência entre esse grupo, oferecendo facões, machados e rifles a grupos selecionados para sua cooperação. Chagnon, em sua defesa, alegou acusações contra os sacerdotes salesianos locais de fornecer armas aos Ianomâmis, que então as usaram para se matar uns aos outros. Também a liderança ativista, o indígena Ianomami, Davi Kopenawa, criticou o trabalho de Chagnon, afirmando entre outras coisas que o antropólogo dependia de preconceitos para desenvolver a tese sobre seu povo.
Em sua autobiografia, Chagnon afirmou que a maior parte das críticas à sua obra se baseava em uma ideologia pós-moderna e anticientífica que emergiu na antropologia, na qual o estudo cuidadoso das tribos isoladas foi substituído, em muitos casos, por uma defesa política explícita que negava aspectos menos agradáveis da cultura Ianomâmi, como guerra, violência doméstica e o infanticídio. Chagnon também afirmou que suas crenças sobre sociobiologia e seleção de parentesco foram mal interpretadas e mal compreendidas, igualmente devido a uma rejeição de explicações científicas e biológicas para a cultura dentro da antropologia.
Como resultado da controvérsia e das alegadas práticas antiéticas com os Ianomâmis, Chagnon foi oficialmente impedido de estudar essa tribo e reentrar em seu território natal.

## Filmografia
Chagnon trabalhou com o cineasta etnográfico Tim Asch para produzir pelo menos quarenta filmes sobre a cultura Ianomami, incluindo The Feast (1969), Magical Death (1973) e The Ax Fight (1975). Estes filmes, especialmente The Ax Fight, são amplamente utilizados no currículo da cultura antropológica e visual e são considerados entre os mais importantes filmes etnográficos já produzidos. Também foi descrito no documentário brasileiro Segredos da Tribo (2010), de José Padilha.

## Trabalhos escritos

### Livros
- IRONS, William; CRONK, Lee; CHAGNON, Napoleon. Adaptation and Human Behavior: An Anthropological Perspective. [S. l.: s. n.], 2002.
- CHAGNON, Napoleon. Yanomamö: The Fierce People. [S. l.: s. n.], 1968.
- ____________. Studying the Yanomamö. New York: [s. n.], 1974.
- ____________. Yanomamö: The Last Days of Eden. [S. l.: s. n.], 1992.
- ____________. Noble Savages: My Life Among Two Dangerous Tribes – The Yanomamö and the Anthropologists. New York: Simon and Schuster, 2013. ISBN 978-0684855110.